# Hungarian Grand Prix 2021
L'Hungarian Grand Prix 2021 è stato un torneo femminile di tennis giocato su Terra rossa. È stata la 19ª edizione dell'Hungarian Grand Prix, facente parte della categoria Tornei WTA 250 nell'ambito del WTA Tour 2021. Si è giocato al Római Teniszakadémia di Budapest, in Ungheria, dal 12 al 18 luglio 2021.

## Partecipanti

### Teste di serie
| Nazionalità | Giocatrice           | Ranking* | Testa di serie |
| ----------- | -------------------- | -------- | -------------- |
| Kazakistan  | Julija Putinceva     | 42       | 1              |
| Stati Uniti | Danielle Collins     | 48       | 2              |
| Stati Uniti | Bernarda Pera        | 69       | 3              |
| Romania     | Irina-Camelia Begu   | 78       | 4              |
| Romania     | Ana Bogdan           | 91       | 5              |
| Bielorussia | Aljaksandra Sasnovič | 100      | 6              |
| Bulgaria    | Viktoriya Tomova     | 105      | 7              |
| Italia      | Sara Errani          | 107      | 8              |

* Ranking al 28 giugno 2021.

### Altre partecipanti
Le seguenti giocatrici hanno ricevuto una wild card per il tabellone principale:
- Dalma Gálfi
- Réka Luca Jani
- Panna Udvardy

Le seguenti giocatrici entrano nel tabellone principale usando usando il ranking protetto:
- Ivana Jorović
- Kateryna Kozlova
- Anna Karolína Schmiedlová

Le seguenti giocatrici sono passate dalle qualificazioni:

- Jaqueline Cristian
- Olga Danilović
- Ekaterine Gorgodze
- Julia Grabher
- Tereza Mrdeža
- Paula Ormaechea

### Ritiri
Prima del torneo
- Magdalena Fręch → sostituita da  Aliona Bolsova
- Polona Hercog → sostituita da  Tamara Korpatsch
- Danka Kovinić → sostituita da  Mayar Sherif
- Nadia Podoroska → sostituita da  Ana Konjuh
- Anastasija Sevastova → sostituita da  Anhelina Kalinina

## Partecipanti al doppio

### Teste di serie
| Nazione    | Giocatrice      | Nazione     | Giocatrice       | Rank1 | Teste di serie |
| ---------- | --------------- | ----------- | ---------------- | ----- | -------------- |
| Russia     | Anna Kalinskaja | Russia      | Jana Sizikova    | 202   | 1              |
| Ungheria   | Tímea Babos     | Ungheria    | Réka Luca Jani   | 223   | 2              |
| Kazakistan | Anna Danilina   | Bielorussia | Lidzija Marozava | 242   | 3              |
| Egitto     | Mayar Sherif    | Rep. Ceca   | Renata Voráčová  | 260   | 4              |

### Altre partecipanti
Le seguenti giocatrici hanno ricevuto una wild card per il tabellone principale:

### Ritiri
Prima del torneo
- Naomi Broady /  Jamie Loeb → sostituite da  Jamie Loeb /  Panna Udvardy
- Vera Lapko /  Tereza Mihalíková → sostituite da  Ekaterine Gorgodze /  Tereza Mihalíková

## Punti e montepremi
| Torneo              | Torneo              | V      | F      | SF     | QF    | 2T    | 1T    | Q  | Q2    | Q1  |
| Singolare femminile | Punti               | 280    | 180    | 110    | 60    | 30    | 1     | 18 | 12    | 1   |
| Singolare femminile | Premi in denaro ($) | 43,000 | 21,400 | 11,500 | 6,175 | 3,400 | 2,100 | –  | 1,020 | 600 |
| Doppio femminile    | Punti               | 280    | 180    | 110    | 60    | -     | 1     | –  | –     | –   |
| Doppio femminile    | Premi in denaro ($) | 12,300 | 6,400  | 3,435  | 1,820 | -     | 960   | –  | –     | –   |

## Campionesse

### Singolare
Julija Putinceva ha sconfitto in finale  Anhelina Kalinina con il punteggio di 6-4, 6-0.

### Doppio
Mihaela Buzărnescu /  Fanny Stollár hanno sconfitto in finale  Aliona Bolsova /  Tamara Korpatsch con il punteggio di 6-4, 6-4